# Hedemoraäpple
Hedemoraäpple es el nombre de una variedad cultivar de manzano (Malus domestica).
Un híbrido de manzana, variedad antigua de la herencia originaria de Suecia, concretamente de Hedemora, condado de Dalarna. Las frutas son de tamaño mediano a grande la carne que está suelta tiene un sabor agridulce y jugoso. Adecuado su cultivo en Suecia en la zona de rusticidad delimitada por el departamento USDA, de nivel 1 a 6.

## Historia
El nombre 'Hedemoraäpple' lo obtuvo la variedad de la localidad de Hedemora de donde procede. La variedad se describió por primera vez en una exposición de jardines en 1913 y recibió su nombre en la reunión de invierno de la Asociación Hortícola de Dalarna el 20 de febrero de 1916.  La manzana es parte del archivo de clones del Nordic Gene Bank , a través del jardín barroco de Gamla Staberg.
La manzana 'Hedemoraäpple' tiene sus raíces en una planta de manzana que el zapatero CE Sjöberg encontró cuando golpeó una zona de pasto con una guadaña en 1886. Sjöberg plantó la planta en su jardín en "Nibbleåsen", al sur de "Åsgatan", en Hedemora. En 1892, el árbol dio frutos por primera vez. Hasta alrededor de 1900, el árbol daba frutos cada dos años. En este momento, Sjöberg comenzó a fertilizar el suelo, después de lo cual dio frutos todos los años. Hoy en día hay alrededor de 100 árboles de manzana Hedemora, sin embargo, el árbol original ha sido talado.
La descripción de 'Hedemoraäpple' está incluida en la relación de manzanas cultivadas en Suecia en el libro "Äpplen i Sverige : 240 äppelsorter i text och bild."-(Manzanas en Suecia: 240 variedades de manzanas en texto e imagen).

## Características
'Hedemoraäpple' es un árbol que crece relativamente vigoroso con una ramificación fuerte y firme. Tiene un tiempo de floración que comienza a partir del 28 de abril con el 10% de floración, para el 4 de mayo tiene una floración completa (80%), y para el 11 de mayo tiene un 90% caída de pétalos.
'Hedemoraäpple' tiene una talla de fruto de mediana, redondeado, más ancho en el centro, ligeramente aplanada en la parte superior e inferior, recuerda a la Royal Gala en apariencia; piel relativamente gruesa, lisa, con un color base amarillo pajizo, con un sobre color lavado de rojo, importancia del sobre color medio (45-55%) localizado en la zona expuesta al sol, y patrón del sobre color puntos / marmoleado / estrias discontinuas, lenticelas de tamaño pequeño, a menudo con una gran cantidad de puntos de color óxido o verde, ruginoso-"russeting" (pardeamiento áspero superficial que presentan algunas variedades) muy bajo; cáliz es pequeño y semicerrado, enclavado en una cuenca estrecha, y poco profunda con ligero ruginoso-"russeting" en su pared; pedúnculo es de longitud corto y de calibre grueso, enclavado en una cuenca poco profunda con ligero ruginoso-"russeting" en su pared; carne de color blanco verdoso con hilos vasculares verdes que se pueden cortar un poco más cerca de la guarnición, muy jugosa, agridulce, al madurar se ablanda dulce con algún aroma almendrado.
La manzana madura en octubre, y dura hasta enero, con el mejor sabor en Navidad.

## Usos
Se considera una fruta casera, que es apta para comer fresca, pero se desarrolla mejor en pasteles y puré de manzana.

## Ploidismo
Diploide, polen auto estéril, para su polinización necesita variedad de manzana con polen compatible.

## Susceptibilidades
Presenta cierta resistencia a la sarna del manzano y al mildiu.